# Consejo de Justicia de Cataluña
El Consejo de Justicia de Cataluña (en catalán Consell de Justícia de Catalunya) era un órgano de gobierno del poder judicial en Cataluña, creado mediante su Estatuto de autonomía y suprimido por la Sentencia del Tribunal Constitucional 31/2010 sobre el nuevo Estatuto de Autonomía de Cataluña.
El Consejo de Justicia de Cataluña hubiera actuado como órgano desconcentrado del Consejo General del Poder Judicial de España sin perjuicio de las competencias de este último.

## Composición
Según el Estatuto de Autonomía, el Consejo habría estado integrado por el presidente del Tribunal Superior de Justicia de Cataluña, que lo presidiría, y por los miembros que se nombraran de entre Jueces, Magistrados Fiscales o juristas de reconocido prestigio. El Parlamento de Cataluña designaría los miembros del Consejo que determinase la Ley Orgánica del Poder Judicial.

## Atribuciones
Las principales atribuciones del Consejo hubieran sido las de participar en la designación del Presidente del Tribunal Superior de Justicia de Cataluña, de los Presidentes de Sala de dicho Tribunal Superior y de los Presidentes de las Audiencias Provinciales. También habrían ejercido las funciones disciplinarias sobre Jueces y Magistrados, participando en la planificación de la inspección de juzgados y tribunales, ordenando, en su caso, su inspección y vigilancia, atendiendo a las órdenes de inspección de los juzgados y tribunales que inste el Gobierno de Cataluña y dando cuenta de la resolución y de las medidas adoptadas.
Otras competencias hubieran sido las de precisar y aplicar cuando proceda, en el ámbito de Cataluña, los reglamentos del Consejo General del Poder Judicial, informar sobre las propuestas de revisión, delimitación y modificación de las demarcaciones territoriales de los órganos jurisdiccionales y sobre las propuestas de creación de secciones y juzgados, presentar una memoria anual al Parlamento de Cataluña sobre el estado y el funcionamiento de la Administración de Justicia en Cataluña.
- Datos: Q5493735